# Cezary Bołdak
Cezary Bołdak (zm. 17 lipca 2023 w Chrcynnie) – doktor inżynier adiunkt Politechniki Białostockiej.
Absolwent Instytutu Informatyki Politechniki Białostockiej. Pracował od 1999 na Wydziale Informatyki na stanowisku asystenta a następnie, po uzyskaniu stopnia doktora w 2003, na stanowisku adiunkta. W latach 2008–2012 pełnił funkcję Prodziekana ds. Promocji i Współpracy Wydziału Informatyki Politechniki Białostockiej. W 2013 otrzymał Brązowy Medal za Długoletnią Służbę. Był autorem licznych systemów wspomagających proces dydaktyki.
Zginął śmiercią tragiczną w wypadku samolotu typu cessna na terenie aeroklubu SkyDive Warszawa w Chrcynnie koło Nowego Dworu Mazowieckiego.